# 徐孝克
徐 孝克（じょ こうこく、527年 - 599年）は、南朝梁から隋にかけての学者・官僚。本貫は東海郡郯県。兄は徐陵。

## 経歴
梁の戎昭将軍・太子左衛率の徐摛と陳氏のあいだの三男として生まれた。幼いころから『周易』を学び、口達者で哲学的道理をよく談じた。成長すると、五経に全て通じ、史書を広く読んで、文章を作るのを得意とした。太清元年（547年）、太学博士を初任とした。
侯景の乱が起こると、都の建康は飢饉に襲われ、餓死する者が多く出た。孝克は母の陳氏を養うために奔走したが、満足な食事を与えることができず、妻の臧氏（臧盾の娘）を離縁することにした。臧氏は承知しなかったが、孝克は侯景の将軍の孔景行が富裕であったことから、臧氏を改めてとつがせた。臧氏が得た穀物や衣服は陳氏を養うために使われた。孝克は剃髪して沙門となり、法整と改名し、乞食をして自身を養った。後に孔景行が戦死すると、臧氏は孝克のもとにもどり、孝克も還俗して、ふたりは再び夫妻となった。
後に孝克は東遊して、銭唐県の佳義里に居住した。僧たちと仏教経典について討論して、三論に通じるようになった。毎日2回、朝には仏教経典を、夕方には『礼記』を講義して、講義を受ける者は数百人に上った。陳の天嘉年間に剡県県令に任じられたが、その任を好まず、まもなく離職した。太建4年（572年）、秘書丞として建康に召し出されたが、就任しなかった。菜食で昼過ぎまで食事を取らず、菩薩戒を守り、昼夜に『法華経』を読んで、宣帝にその品行を激賞された。
太建6年（574年）、孝克は国子博士に任じられ、通直散騎常侍に転じた。国子祭酒を兼ね、まもなく正式に国子祭酒となった。孝克が宴会に出席すると、食べている様子がないのに、席を片づけるときには、かれの前の膳の食物は減っていた。宣帝がひそかにこの理由を中書舎人の管斌に訊ねたが、管斌は答えられなかった。このため管斌は孝克の様子を観察していると、孝克が果物を取って帯の中に入れているのを見た。後に管斌は孝克が持ち帰った食物をその母に贈っていることを知った。管斌が宣帝に報告すると、宣帝は長嘆して、それ以降の宴会においては孝克に先に食事させ、かれが帰るときにはその母のために食物を贈るよう役所に命じた。当時の世論はこれを美談とみなした。
至徳年間、皇太子陳胤の入学のため釈奠の儀式がおこなわれると、孝克は『孝経』の問題を出し、後主は皇太子に命じて孝克に対して北面して敬意を示させた。
禎明元年（587年）、孝克は入朝して都官尚書となった。晋代以降、尚書の官僚はみな家族を連れて尚書省に居住していた。尚書省は台城内の下舎門にあり、中に閣道があって、東西に路をまたぎ、朝堂に通じていた。その筆頭が都官省で、西に閣道を突き当たったところにあった。都官省は年代が古く、幽霊話が多かった。真夜中に不思議な声や光があったり、官僚姿の人物が井戸の中から出てまもなく消えたり、門が勝手に開閉したりといった具合である。省内に居住して死亡した者は多く、先代の都官尚書の周確も都官省で死去していた。孝克が周確に代わって都官省に居住すると、2年ほどで怪奇現象は消えたので、当時の人はみな孝克が志操堅固で正直であるからだろうと噂しあった。
孝克は清貧で施しを好んだため、衣食に事欠くのを常とした。そこで後主は石頭の津税（港湾税）を孝克に与えるよう命じたが、孝克は全て写経のための施設を建てるために使ってしまった。禎明2年（588年）、散騎常侍の位を受け、皇太子陳深に近侍した。禎明3年（589年）、隋が南朝陳を滅ぼすと、孝克は関中に入った。母の陳氏が病にかかり、玄米の粥を欲しがったが、いつも与えることができなかった。陳氏が亡くなった後、孝克は麦を常食するようになり、玄米を食べなくなった。
開皇10年（590年）、長安で疫病が流行すると、隋の文帝は孝克の名声と品行を聞いて召し出し、尚書都堂で『金剛般若経』を講義させた。ほどなく国子博士に任じられた。後に皇太子楊勇に近侍して『礼記』を講義した。開皇19年（599年）、病のために死去した。享年は73。著書に『孝経講疏』6巻、『論語講疏文句義』5巻があった。
子の徐万載は、晋安王功曹史・太子洗馬となった。

## 伝記資料
- 『陳書』巻26 列伝第20
- 『南史』巻62 列伝第52